# Amel Ait Ahmed
Amel Ait Ahmed, née le 25 septembre 1989, est une handballeuse algérienne. Elle joue pour le club du HBC El-Biar, et en équipe nationale algérienne. Elle a représenté l'Algérie au Championnat du monde de handball féminin 2013 en Serbie, où l'équipe algérienne s'est classée 22e.